# ۸۴۱ (قمری)
۸۴۱ (قمری)، هشتصد و چهل و یکمین سال در گاهشماری هجری قمری است. اول محرم این سال برابر با چهاردهم ژوئیه سال ۱۴۳۷ میلادی است.

## رویدادها
مسجد امیرچقماق که در تاریخ‌های یزد به نام مسجد جامع نو یا مسجد دهوک نیز خوانده شده‌است در دوره تیموری به همت امیرجلال‌الدین چقماق شامی حاکم یزد از امراء و سرداران و مقرب درگاه شاهرخ و همسرش ستی فاطمه خاتون احداث شده‌است. این مسجد در سال ۸۴۱ هـ. ق به پایان رسید. از حیث زیبایی، وسعت، اهمیت و اعتبار بعد از مسجد جامع یزد قرار دارد.